# Monolith von Utah

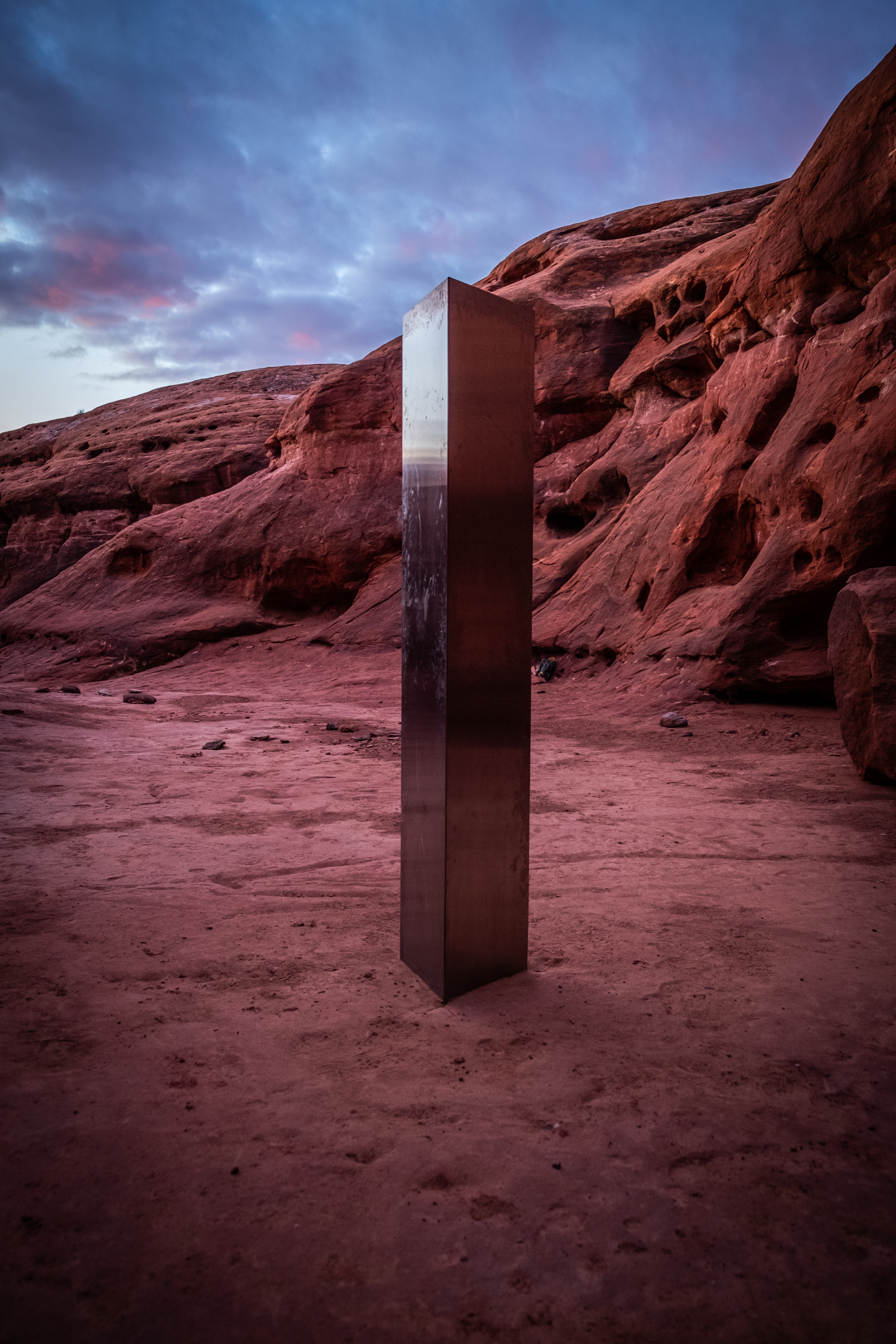
„Monolith“ von Utah

Als Monolith von Utah wird eine etwa drei Meter hohe dreiecksprismenförmige Stele aus Metall bezeichnet, die sich in der Wüste von Utah befand. Sie wurde am 18. November 2020 entdeckt und zehn Tage danach von Privatleuten entfernt. Nach Satellitenbildern stand sie dort mindestens seit Oktober 2016.
Die Bezeichnung ist umgangssprachlich – vom Wortsinn ist sie falsch, denn ein Monolith besteht aus Stein.

## Geschichte
Die Stele wurde am 18. November 2020 von Biologen des Utah Department of Public Safety entdeckt, die in einem Helikopter Ausschau nach Dickhornschafen im Canyonlands-Nationalpark gehalten hatten.
Betrachter fühlten sich an den Film 2001: Odyssee im Weltraum oder an Installationen von John McCracken erinnert. Die Behörde teilte mit:
"Obwohl wir uns nicht zu aktiven Ermittlungen äußern können, möchten wir die Besucher öffentlicher Grundstücke daran erinnern, dass die Nutzung, Besetzung oder Entwicklung der öffentlichen Grundstücke oder ihrer Ressourcen ohne erforderliche Genehmigung illegal ist, unabhängig davon, von welchem Planeten sie stammen."
Der Abenteurer und Automechaniker Dave Sparks, der die Automobilsendung Diesel Brothers im Discovery Channel moderiert, besuchte die Stele einige Tage später, um sie vor laufender Kamera medienwirksam zu untersuchen. Er stellte fest, dass sie aus sauber geschnittenen und verfugten Paneelen aus (augenscheinlich) rostfreiem Stahl besteht, welche mit Nieten an einen Untergrund befestigt wurden. Er fand Sägespuren auf dem Boden und schloss daraus, dass das Fundament des Objekts höchstwahrscheinlich mit einer Steinsäge aus dem Fels ausgesägt wurde, in das sie dann eingepasst und mit Silikon stabilisiert wurde. Laut seiner Expertise ist die Stele somit eher ein „irre kreatives Stück Metallkunst“ irdischer Natur, als ein Werk außerirdischer Herkunft.
Entgegen der Warnung der Behörden, die Stelle zu besuchen, um Rettungsaktionen verirrter Schaulustiger zu vermeiden, begann der Ort, sich zu einer Besucherattraktion zu entwickeln.
Die Stele wurde zehn Tage nach der Entdeckung von Privatleuten entfernt. Hauptmotivation der Gruppe soll es gewesen sein, den Besucherandrang zu stoppen und dadurch „irreparable Schäden“ in der Umgebung des Standortes zu vermeiden. Der Monolith wurde nach seinem Abbau abtransportiert und von den Personen an das Bureau of Land Management von Utah übergeben. Am einstigen Standort ist nur die dreieckige Deckplatte verblieben.

## Auftauchen weiterer Stelen

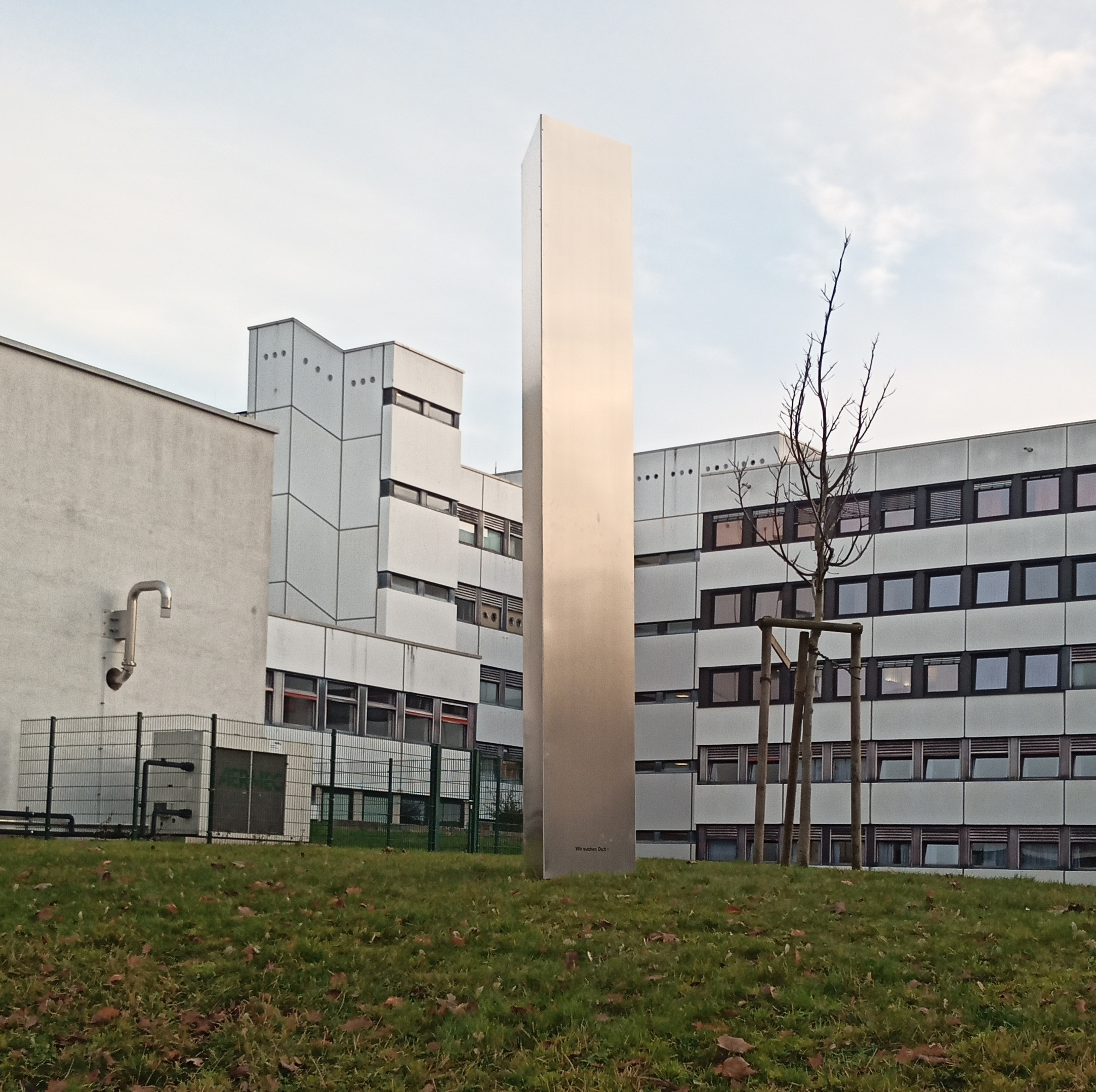
Eine der Nachahmungen: die Stele beim Knappschaftskrankenhaus Lütgendortmund

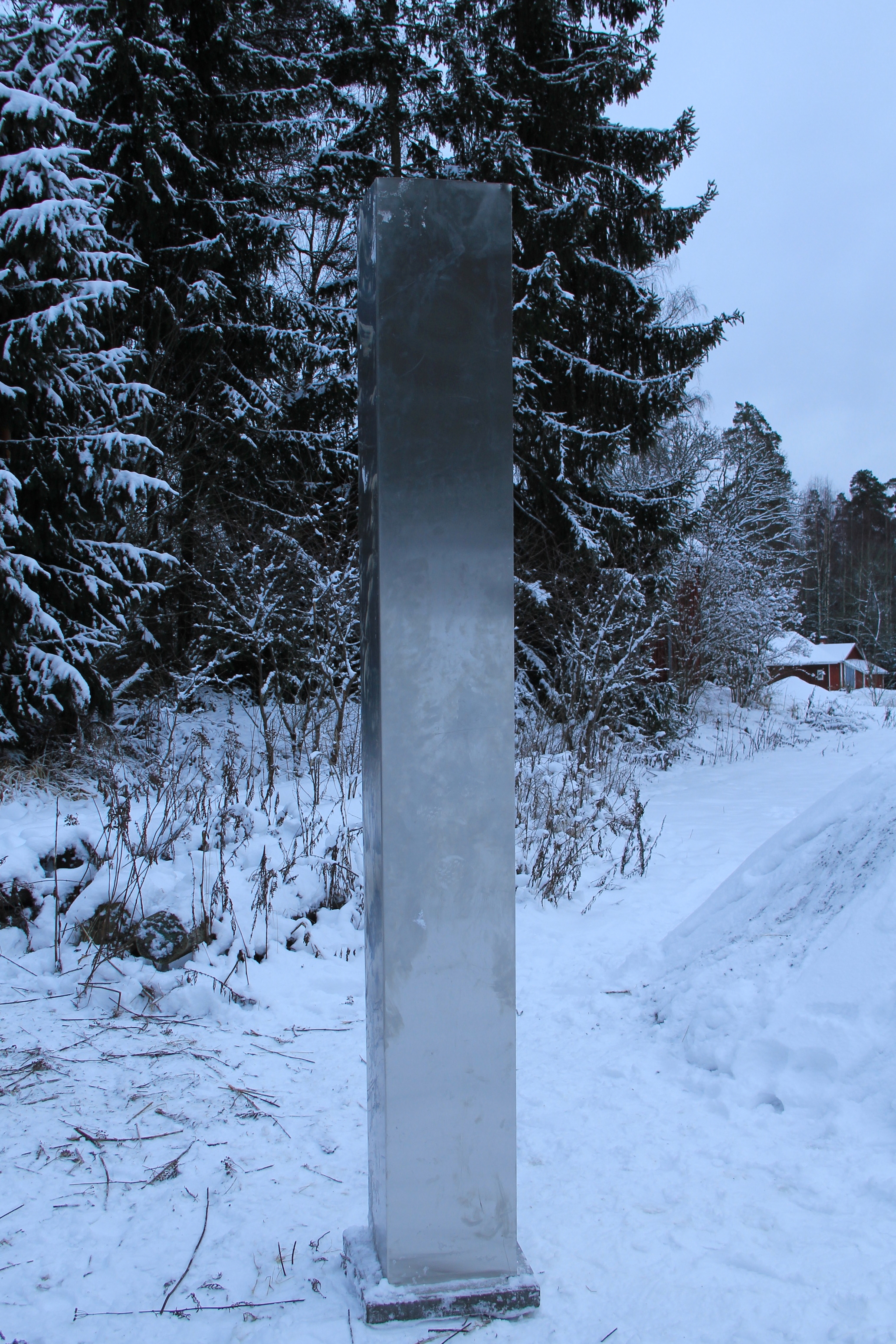
„Geheimnisvoller Monolith“ in Nurmijärvi, Finnland im Januar 2021

In den Tagen danach wurden durch Nachahmer ähnliche Stelen aufgestellt, eine nahe Piatra Neamț in Rumänien, (am Ort einer antiken Dakerfestung) und eine nahe Atascadero in Kalifornien. Beide waren nur wenige Tage vorhanden. Weitere Stelen folgten, die sich im Gegensatz zur ersten Stele meist an gut sichtbaren Orten befanden. In diesen Orten waren sie entweder fotogen platziert (etwa am Strand der Isle of Wight, einem Naturschutzgebiet in Friesland oder nahe Schloss Neuschwanstein) oder befanden sich vor Geschäften bzw. Einkaufszentren (etwa vor dem Main-Taunus-Zentrum in Sulzbach (Hessen)). Am 8. Dezember 2020 gab es sieben solcher Stelen gleichzeitig.

## Rezeption
Am 5. Dezember 2020 behauptete die von Matty Mo gegründete Künstlergruppe The Most Famous Artist , die „Monolithen“ hergestellt zu haben, und bot auf ihrer Website den Verkauf von weiteren „authentischen Alien-Monolithen“ um 45.000 Dollar pro Stück an. Die Künstlergruppe ist für einen ironischen Umgang mit sozialen Medien bekannt, ihr Anspruch auf Urheberschaft wird daher in erster Linie als Marketing-Aktion verstanden. Ähnliches gilt für den australischen YouTuber und Comedian Alex Apollonov, der ebenso in einem Video behauptet, der Urheber der Monolithe zu sein und in selbigem Video einen Monolithen im Doongalla-Wald außerhalb von Melbourne aufstellt. Laut dem Kunstprofessor Mischa Kuball könnte die anhaltende Anonymität des wahren Urhebers eine gezielte Aufforderung an andere Künstler gewesen sein, „in den öffentlichen Raum zu gehen und sich der Idee des Anonymen anzuschließen“. 